# Alfred-André Braun
Alfred-André Braun, francoski general, * 13. november 1886, † 17. december 1961.